# 한국양봉협회
한국양봉협회는 양봉산업의 발전과 양봉농가 소득증대에 기여하고 소비자보호·국민건강 향상을 목적으로 1975년 12월 28일 설립된 대한민국 농림수산식품부 소관의 사단법인이다. 사무실은 서울특별시 서초구 서초중앙로6길 9 제2축산회관 4층에 있다.

## 주요 사업
- 양봉산업 발전을 위한 산학협동체계조성
- 한국양봉학회등 협조로 학술발표회의 농가 참여 유도
- 한국아까시나무연구회협조 아까시나무림보호 및 자원개발 추진
- 양봉농가교육,「양봉협회보」월간지 발간